# Зарубін Віктор Іванович
 Віктор Іванович Зарубін  (13 листопада 1866, Харків — 5 листопада 1928, Ленінград) — український художник, графік, сценограф.

## Біографія
Віктор Зарубін народився 13 листопада 1866 року в Харкові в сім'ї професора. Вихованець Харківської Першої гімназії. У 1893 році закінчив фізико-математичний факультет Харківського університету. У 1891 році Віктор Іванович вступив до Харківської Казенної палати урядником особливих доручень.
У 1893 році вийшов у відставку і у вересні того ж року вирушив до Парижа для навчання живопису. У Парижі протягом трьох років він займався в Академії Жюліана під керівництвом професорів Жуля Лефевра і Робера-Флері. У 1896 році він виставляв картину «З природи Нормандії».
Восени 1896 року Віктор Іванович переїхав до Петербурга і був прийнятий у число учнів Санкт-Петербурзької Академії мистецтв, де навчався у А. І. Куїнджі. На конкурсі 1898 року відзначений званням художника першого ступеня за картини Дім Божий і Вечірній акорд. З 1897 року брав участь у річних і весняних виставках в залах Академії мистецтв.
У 1909 році був відзначений званням академіка. У роки радянської влади займався оформленням революційних свят, організацією виставок ленінградських художників; ілюстрував дитячі книги. Член (з 1916) та експонент (1915) ТПХВ, Товариства російських акварелістів, Громади художників (1921), АХРР (1925, 1926), Товариства художників ім. А. І. Куїнджі (1926—1928). Експонував свої роботи також на 1-ї державній вільній виставці творів мистецтв (1919), виставці петроградських художників усіх напрямків (1923), ювілейній виставці образотворчих мистецтв (1927), ювілейній виставці театрально-декораційного мистецтва (1927) в Ленінграді та інших.
Творчий доробок Віктора Зарубіна знаходиться в колекціях музеїв Києва, Одеси, Миколаєва, а також Пскова, Пензи, Пермі, Смоленська, Санкт-Петербурга, Ярославля, Риги та Ташкента.

## Праці
У зібранні Одеського художнього музею:
- «Тихий вечір».(1897).
- «Гуляння».
- «Український пейзаж».